# История золушки (саундтрек)
A Cinderella Story: Original Soundtrack — альбом-саундтрек к фильму История Золушки (A Cinderella Story). Саундтрек выпустил за три дня до мировой премьеры фильма известный лейбл Hollywood Records. В альбом вошли пять песен главной актрисы Хилари Дафф, одна из них совместно с её сестрой Хейли Дафф. Хейли также записала сольную песню для саундтрека.

## Список композиций
1. «Our Lips Are Sealed» — Хилари Дафф и Хейли Дафф
2. «Anywhere But Here» -Хилари Дафф
3. «The Best Day of My Life» — Джесси Маккартни
4. «Girl Can Rock» — Хилари Дафф
5. «Now You Know» — Хилари Дафф[1]
6. «One in This World» — Хейли Дафф
7. «Crash World» — Хилари Дафф
8. «To Make You Feel My Love» — Josh Kelley
9. «Sympathy» — The Goo Goo Dolls
10. «Friend» — Kaitlyn
11. «Beautiful Soul» (Cinderella mix) — Джесси Маккартни
12. «I’ll Be» — Edwin McCain
13. «Fallen» — Mya
14. «First Day of the Rest of Our Lives» — MxPx
15. «Metamorphosis» (live) — Хилари Дафф[2]
16. «Hear You Me» — Jimmy Eat World

## Чарты
| Чарт (2004)                       | Место |
| --------------------------------- | ----- |
| Австралия (ARIA)                  | 37    |
| Канада (Canadian Albums Chart)    | 3     |
| США (Billboard 200)               | 9     |
| США (Billboard Soundtrack Albums) | 1     |